# Canadian
Canadian (izvirno angleško Canadian River) je ena daljših rek v ZDA in največji pritok reke Arkansas. 1.223 kilometrov dolga reka teče po ozemlju treh ameriških zveznih držav: Kolorado, Nova Mehika in Oklahoma. 